# Jordanoleiopus flavosignatus
Jordanoleiopus flavosignatus là một loài bọ cánh cứng trong họ Cerambycidae.